# Закон Брюстера

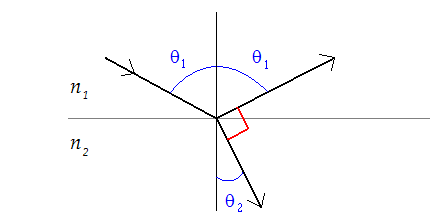
θ_{1} — кут Брюстера

Закон Брюстера — закон оптики, що виражає зв'язок показника заломлення з кутом Брюстера — таким кутом падіння, при якому світло, відбите від межі поділу, буде повністю поляризованим у площині, перпендикулярній площині падіння. Був сформульований шотландським фізиком Девідом Брюстером у 1811 році.
Згідно з законом Брюстера, тангенс кута падіння дорівнює показнику заломлення другого середовища (того, у яке промінь потрапляє) відносно першого:
{\displaystyle tg(\Theta _{Br})=n_{21}},
При падінні під кутом Брюстера заломлений промінь частково поляризується в площині падіння, причому поляризація заломленого променя досягає найбільшого значення. Можна встановити, що в цьому випадку відбитий і заломлений промені (кут заломлення описується законом Снеліуса) взаємно перпендикулярні.
Закон Брюстера виводиться з більш загальних формул Френеля, що описують інтенсивність і поляризацію відбитого і заломленого світла при довільному куті падіння.